# Sekou Yansané
Sekou Oumar Yansané (* 28. April 2003 in Grenoble) ist ein guineisch-französischer Fußballspieler.

## Karriere
Yansané ist der Sohn einer Marokkanerin und eines Guineers und wurde in Frankreich geboren. Seine fußballerische Ausbildung begann er bei Grenoble Foot, wo er von 2010 bis 2015 spielte. Anschließend stand er drei Jahre in der Jugendakademie von Olympique Lyon unter Vertrag. Im Sommer 2018 wechselte er in die Jugend des FCO Dijon. Dort spielte er in der Saison 2020/21 dreimal für die Zweitmannschaft, wobei er zweimal traf. Im Juli 2021 unterschrieb er bei Paris Saint-Germain, wo er zunächst bei der U19 in der UEFA Youth League spielte. Am 22. Dezember 2021 (19. Spieltag) debütierte er für das Profiteam in der Ligue 1 als Einwechselspieler gegen den FC Lorient. Im September 2022 zog es ihn nach Katar. Hier unterschrieb er beim al-Ahli SC seinen ersten Vertrag. Der Verein aus Doha spielte in der ersten Liga, der Qatar Stars League. Kurz nach Vertragsunterschrift wurde er für den Rest des Jahres an al-Rayyan SC ausgeliehen. Hier kam er zu vier Einsätzen im Qatari Stars Cup. Ende Dezember 2022 kehrte er zu al-Ahli zurück.